# Tambon

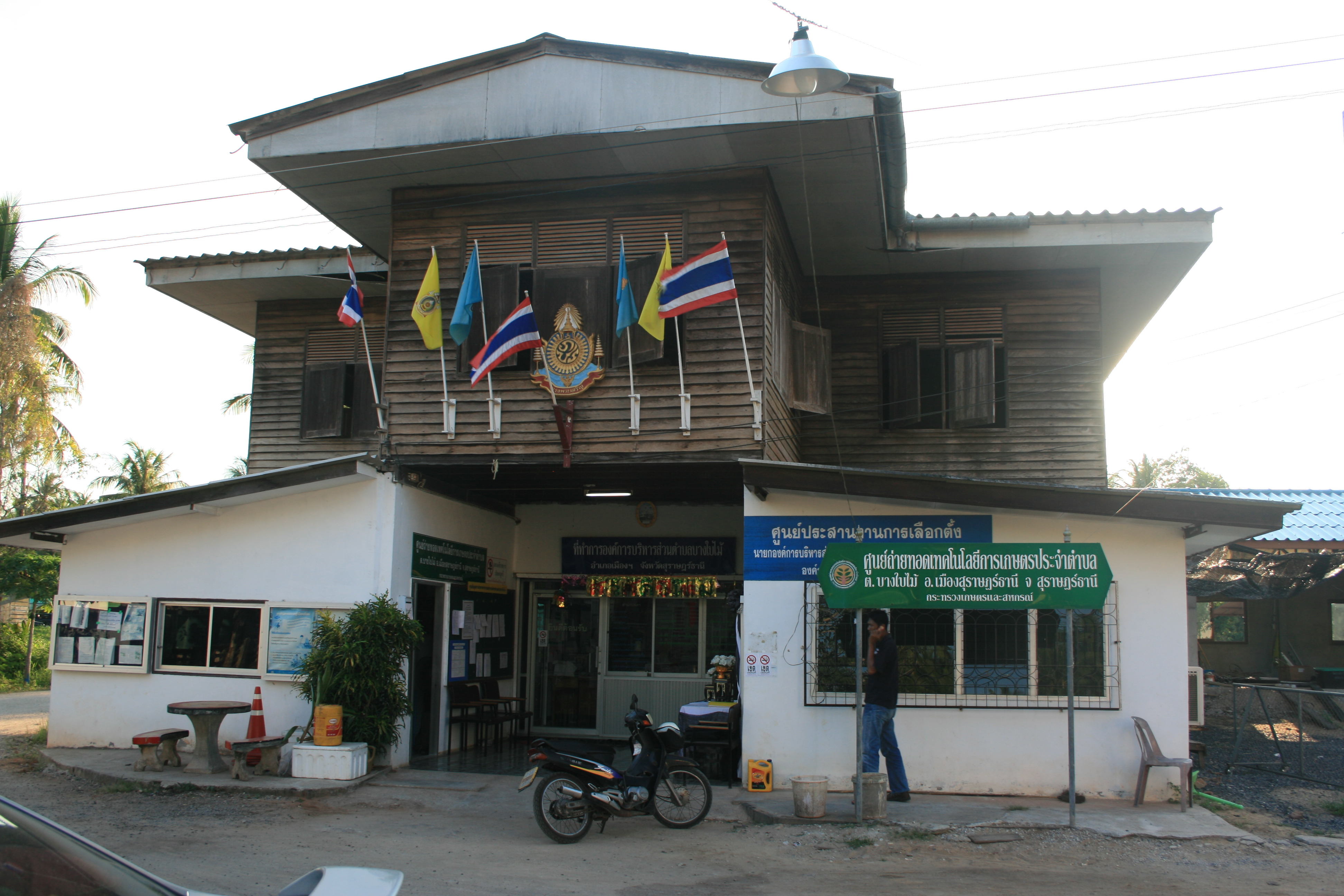
Tambonkantoor in Bang Bai Mai.

Een tambon (Thai: ตำบล) is een lokale bestuurslaag in Thailand. Het is de derde bestuurslaag en komt onder de amphoe (districten) die op hun beurt onder de changwat (provincies) vallen. Bij de volkstelling in het jaar 2000 waren er 7254 tambon exclusief de 154 kwaeng (เขต) van Bangkok, die wel op hetzelfde bestuursniveau staan. Ieder district bevat ongeveer 8-10 tambon. Een tambon wordt in het Engels (dus niet in het Nederlands) meestal vertaald als subdistrict of commune. Ze kunnen het beste vergeleken worden met de Nederlandse gemeenten. De tambon worden verder onderverdeeld in dorpen (muban, Thai: หมู่บ้าน), gemiddeld ongeveer 10 per tambon.

## Geschiedenis
De tambon als bestuurslaag bestaat al vrij lang. In de 19e eeuw waren ze het tweede niveau subdivisie van het gebied dat bestuurd werd door een provinciale stad. De gouverneur van de provincie werd verondersteld een commune-oudste (kamnan of phan) aan te wijzen. Phan betekent ook 1000 in het Thai, wat verwijst naar het feit dat ieder tambon ongeveer 1000 gezonde mannen moest hebben.
Tijdens de bestuurlijke hervormingen, gestart in 1892 onder prins Damrong Rajanubhab, de eerste Thaise minister van binnenlandse zaken, werden de 3 subdivisies van provincies gehandhaafd. In 1898 werden ook de eerste sukhaphiban (sanitaire districten) gecreëerd. De sukhaphiban van Bangkok als de eerste stedelijke en Tha Chalom als de eerste provinciale. Zoals de naam suggereert, waren deze districten bedoeld om de sanitaire ontwikkeling van deze gebieden te bevorderen.
In de Lokale Administratie Acte van 2457 (1914) werden de rollen van de verschillende subdivisies in de wet vastgelegd. Er werden twee niveaus voor sukhaphiban geïntroduceerd, de sukhaphiban muang voor de steden en de sukhaphiban tambon voor de landelijke gebieden.
Met de Tambon Raads en Tambon Administratieve Autoriteit Akte BE 2537 (1994) en later met de grondwet van 1997 werden ze gedecentraliseerd tot lokale bestuurslagen met een gekozen Tambonraad. Tijdens een overgangsperiode van 1994-1999 was de kamnan een lid van de raad, sindsdien bestaat de raad alleen uit twee gekozen vertegenwoordigers per dorp.